# Adam Kaczmarek (leśnik)
Adam Kaczmarek (ur. 22 września 1948, zm. 11 listopada 2019) – polski leśnik.

## Życiorys
W 1966 rozpoczął studia na Wydziale Leśnym Wyższej Szkoły Rolniczej w Poznaniu. Po uzyskaniu tytułu magistra w 1971 rozpoczął pracę w różnych nadleśnictwach. Od 1973 działał w Lidze Ochrony Przyrody, a od 1981 w Stowarzyszeniu Inżynierów Techników Leśnictwa i Drzewnictwa. Od 1979 zatrudniony był w Wielkopolskim Parku Narodowym. Dyrektor Wielkopolskiego Parku Narodowego od 1 maja 2005 do 31 maja 2017. Opracował koncepcję turystycznego udostępnienia parku. W Jeziorach otworzył nową siedzibę parku, uruchomił Stację Ekologiczną Uniwersytetu im. Adama Mickiewicza w Poznaniu oraz zorganizował Centrum Edukacji Ekologicznej WPN. 